# (3782) Celle
(3782) Celle – planetoida z pasa głównego.

## Odkrycie i nazwa
Planetoida została odkryta przez duńskiego astronoma Poula Jensena 3 października 1986 roku w Obserwatorium Brorfelde. Jej nazwa pochodzi od niemieckiego miasta Celle i została nadana z okazji siedemsetletniej rocznicy jego założenia. Przed nadaniem nazwy planetoida nosiła oznaczenie tymczasowe (3782) 1986 TE.

## Orbita
Orbita (3782) Celle nachylona jest do płaszczyzny ekliptyki pod kątem 5,25°. Na jeden obieg wokół Słońca ciało to potrzebuje 3 lata i 276 dni, krążąc w średniej odległości 2,415 j.a. od Słońca. Mimośród orbity tej planetoidy to 0,09.

## Właściwości fizyczne
Celle ma średnicę około 6 km. Jej jasność absolutna to 12,6m. Okres jej obrotu wokół własnej osi wynosi 3,84 godziny. 

## Księżyc planetoidy
Na podstawie obserwacji za pomocą Vatican Advanced Technology Telescope oraz analizy krzywej blasku tej asteroidy zidentyfikowano w jej pobliżu naturalnego satelitę. Satelita ten ma średnicę ok. 2,5 km. Planetoida i jej księżyc obiegają wspólny środek masy w czasie ok. 26,57 godziny. Celle znajduje się w odległości ok. 20 km, a satelita 7 km od barycentrum. Odległość obydwu składników od siebie to ok. 27 km.
Satelita został tymczasowo oznaczony S/2003 (3782) 1.